# Palmarès des nations au Championnat d'Europe de football
Le palmarès des nations au Championnat d'Europe de football retrace les performances des équipes nationales européennes au Championnat d'Europe de football depuis 1960 jusqu'à la dernière édition 2024.

## Palmarès
| 1re | 1960 | France                 | Union soviétique     | 2 − 1 (a.p)                 | Yougoslavie          | Tchécoslovaquie             | 2 − 0                       | France                      |
| 2e  | 1964 | Espagne                | Espagne              | 2 − 1                       | Union soviétique     | Hongrie                     | 3 − 1 (a.p)                 | Danemark                    |
| 3e  | 1968 | Italie                 | Italie               | 1 − 1 (a.p), puis 2 − 0     | Yougoslavie          | Angleterre                  | 2 − 0                       | Union soviétique            |
| 4e  | 1972 | Belgique               | Allemagne de l'Ouest | 3 − 0                       | Union soviétique     | Belgique                    | 2 − 1                       | Hongrie                     |
| 5e  | 1976 | Yougoslavie            | Tchécoslovaquie      | 2 − 2 (a.p) (t.a.b : 5 - 3) | Allemagne de l'Ouest | Pays-Bas                    | 3 − 2 (a.p)                 | Yougoslavie                 |
| 6e  | 1980 | Italie                 | Allemagne de l'Ouest | 2 − 1                       | Belgique             | Tchécoslovaquie             | 1 − 1 (t.a.b : 9 - 8)       | Italie                      |
| 7e  | 1984 | France                 | France               | 2 − 0                       | Espagne              | Portugal Danemark           | Portugal Danemark           | Portugal Danemark           |
| 8e  | 1988 | Allemagne de l'Ouest   | Pays-Bas             | 2 − 0                       | Union soviétique     | Allemagne de l'Ouest Italie | Allemagne de l'Ouest Italie | Allemagne de l'Ouest Italie |
| 9e  | 1992 | Suède                  | Danemark             | 2 − 0                       | Allemagne            | Pays-Bas Suède              | Pays-Bas Suède              | Pays-Bas Suède              |
| 10e | 1996 | Angleterre             | Allemagne            | 2 − 1 (a.p)                 | Tchéquie             | Angleterre France           | Angleterre France           | Angleterre France           |
| 11e | 2000 | Belgique et Pays-Bas   | France               | 2 − 1 (a.p)                 | Italie               | Pays-Bas Portugal           | Pays-Bas Portugal           | Pays-Bas Portugal           |
| 12e | 2004 | Portugal               | Grèce                | 1 − 0                       | Portugal             | Tchéquie Pays-Bas           | Tchéquie Pays-Bas           | Tchéquie Pays-Bas           |
| 13e | 2008 | Autriche et Suisse     | Espagne              | 1 − 0                       | Allemagne            | Russie Turquie              | Russie Turquie              | Russie Turquie              |
| 14e | 2012 | Pologne et Ukraine     | Espagne              | 4 − 0                       | Italie               | Allemagne Portugal          | Allemagne Portugal          | Allemagne Portugal          |
| 15e | 2016 | France                 | Portugal             | 1 − 0 (a.p)                 | France               | Allemagne Pays de Galles    | Allemagne Pays de Galles    | Allemagne Pays de Galles    |
| 16e | 2020 | Europe                 | Italie               | 1 − 1 (a.p) (t.a.b : 3 - 2) | Angleterre           | Espagne Danemark            | Espagne Danemark            | Espagne Danemark            |
| 17e | 2024 | Allemagne              | Espagne              | 2 − 1                       | Angleterre           | France Pays-Bas             | France Pays-Bas             | France Pays-Bas             |
| 18e | 2028 | Irlande et Royaume-Uni |                      |                             |                      |                             |                             |                             |
| 19e | 2032 | Italie et Turquie      |                      |                             |                      |                             |                             |                             |

 = But en or

## Classement selon le tour atteint
Le tableau ci-dessous donne le palmarès des différentes équipes nationales ayant participé aux seize phases finales du Championnat d'Europe de football. Le classement est effectué en fonction du niveau de compétition réellement atteint, en partant du plus élevé (victoire, puis finale, demi-finale, etc.). Afin d'être cohérent, il respecte les stades de compétition en tenant compte de l'évolution de la formule de la phase finale, ce qui est tout l'intérêt d'un tel tableau : par exemple, une élimination en « phase de poules » (premier tour de la phase finale) d'un tournoi à huit équipes se situe nécessairement au niveau des quarts de finale, tandis que lors d'un tournoi à seize équipes elle se trouve au stade des huitièmes de finale.
Au fil des années, la structure de la phase finale de ce Championnat a été la suivante :
- 1960 à 1976 : tournoi à 4 équipes qui disputent demi-finales et finales (les quarts de finale (et éventuels huitièmes de finale) du Championnat d'Europe sont préalablement joués hors-tournoi en matchs aller-retour) ;
- 1980 à 1992 : tournoi à 8 équipes, deux groupes de quatre au premier tour[a], puis demi-finales et finale (sauf 1980 : pas de demi-finales, les premiers de groupes disputent la finale, les seconds le match pour la 3e place) ;
- 1996 à 2012 : tournoi à 16 équipes, quatre groupes de quatre au premier tour[a], puis quarts de finale, demi-finales et finale ;
- à partir de 2016 : tournoi à 24 équipes, six groupes de quatre au premier tour[a] dégageant seize qualifiés (les deux premiers ainsi que les quatre meilleurs troisièmes de poules), puis huitièmes de finale, quarts de finale, demi-finales et finale.

| Rang | Équipe                             | Titres remportés         | Deuxièmes places   | Éliminations en demi-finales (deuxièmes de poule en 1980), matchs de classement 3e / 4e de 1960 à 1980 | Éliminations en quarts de finale (*) (hors tournoi de 1960 à 1976), au 1er tour de 1980 à 1992 (tournois à 8) | Éliminations en huitièmes de finale, au 1er tour de 1996 à 2012 (tournois à 16) | Éliminations au premier tour depuis 2016 (tournois à 24) | Participations (phase finale uniquement) |
| ---- | ---------------------------------- | ------------------------ | ------------------ | --- | --- | ------------------------------------------------------------------------------- | -------------------------------------------------------- | ---------------------------------------- |
| 1    | Espagne                            | · 1964, 2008, 2012, 2024 | · 1984             | 1 2020                                                                                                 | 4 (+3) (1960), (1968), (1976), 1980, 1988, 1996, 2000                                                         | 2 2004, 2016                                                                    | -                                                        | 12                                       |
| 2    | Allemagne                          | · 1972, 1980, 1996       | · 1976, 1992, 2008 | 3 1988, 2012, 2016                                                                                     | 2 1984, 2024                                                                                                  | 3 2000, 2004, 2020                                                              | -                                                        | 14                                       |
| 3    | Italie                             | · 1968, 2020             | · 2000, 2012       | 2 1980, 1988                                                                                           | 2 (+1) (1972), 2008, 2016                                                                                     | 3 1996, 2004, 2024                                                              | -                                                        | 11                                       |
| 4    | France                             | · 1984, 2000             | · 2016             | 3 1960, 1996, 2024                                                                                     | 3 (+2) (1964), (1968), 1992, 2004, 2012                                                                       | 2 2008, 2020                                                                    | -                                                        | 11                                       |
| 5    | Union soviétique CEI en 1992       | · 1960                   | · 1964, 1972, 1988 | 1 1968                                                                                                 | 1 (+1) (1976), 1992                                                                                           | -                                                                               | -                                                        | 6                                        |
| 6    | Portugal                           | · 2016                   | · 2004             | 3 1984, 2000, 2012                                                                                     | 3 (+1) (1960), 1996, 2008, 2024                                                                               | 1 2020                                                                          | -                                                        | 9                                        |
| 7    | Pays-Bas                           | · 1988                   | -                  | 5 · 1976, 1992, 2000, 2004, 2024                                                                       | 3 1980, 1996, 2008                                                                                            | 2 2012, 2020                                                                    | -                                                        | 11                                       |
| 8    | Danemark                           | · 1992                   | -                  | 3 1964, 1984, 2020                                                                                     | 2 1988, 2004                                                                                                  | 4 1996, 2000, 2012, 2024                                                        | -                                                        | 10                                       |
| 9    | Tchécoslovaquie                    | · 1976                   | -                  | 2 · 1960, 1980                                                                                         | - | -                                                                               | -                                                        | 3                                        |
| 10   | Grèce                              | · 2004                   | -                  | - | 2 1980, 2012                                                                                                  | 1 2008                                                                          | -                                                        | 4                                        |
| 11   | Angleterre                         | -                        | · 2020, 2024       | 2 · 1968, 1996                                                                                         | 5 (+1) (1972), 1980, 1988, 1992, 2004, 2012                                                                   | 2 2000, 2016                                                                    | -                                                        | 11                                       |
| 12   | Yougoslavie RF Yougoslavie en 2000 | -                        | · 1960, 1968       | 1 1976                                                                                                 | 2 (+1) (1972), 1984, 2000                                                                                     | -                                                                               | -                                                        | 5                                        |
| 13   | Belgique                           | -                        | · 1980             | 1 · 1972                                                                                               | 3 (+1) (1976), 1984, 2016, 2020                                                                               | 2 2000, 2024                                                                    | -                                                        | 7                                        |
| 14   | Tchéquie                           | -                        | 1996               | 1 2004                                                                                                 | 2 2012, 2020                                                                                                  | 2 2000, 2008                                                                    | 2 2016, 2024                                             | 8                                        |
| 15   | Hongrie                            | -                        | -                  | 2 · 1964, 1972                                                                                         | - (+1) (1968)                                                                                                 | 1 2016                                                                          | 2 2020, 2024                                             | 5                                        |
| 16   | Turquie                            | -                        | -                  | 1 2008                                                                                                 | 2 2000, 2024                                                                                                  | 1 1996                                                                          | 2 2016, 2020                                             | 6                                        |
| 17   | Suède                              | -                        | -                  | 1 1992                                                                                                 | 1 (+1) (1964), 2004                                                                                           | 4 2000, 2008, 2012, 2020                                                        | 1 2016                                                   | 7                                        |
| 18   | Russie                             | -                        | -                  | 1 2008                                                                                                 | - | 3 1996, 2004, 2012                                                              | 2 2016, 2020                                             | 6                                        |
| 19   | Pays de Galles                     | -                        | -                  | 1 2016                                                                                                 | - (+1) (1976)                                                                                                 | 1 2020                                                                          | -                                                        | 2                                        |
| 20   | Croatie                            | -                        | -                  | - | 2 1996, 2008                                                                                                  | 4 2004, 2012, 2016, 2020                                                        | 1 2024                                                   | 7                                        |
| 21   | Suisse                             | -                        | -                  | - | 2 2020, 2024                                                                                                  | 4 1996, 2004, 2008, 2016                                                        | -                                                        | 6                                        |
| 22   | Roumanie                           | -                        | -                  | - | 2 (+2) (1960), (1972), 1984, 2000                                                                             | 3 1996, 2008, 2024                                                              | 1 2016                                                   | 6                                        |
| 23   | République d'Irlande               | -                        | -                  | - | 1 (+1) (1964), 1988                                                                                           | 3 2008, 2012, 2016                                                              | -                                                        | 4                                        |
| 24   | Pologne                            | -                        | -                  | - | 1 2016 | 2 2008, 2012                                                                    | 2 2020, 2024                                             | 5                                        |
| 25   | Ukraine                            | -                        | -                  | - | 1 2020 | 1 2012                                                                          | 2 2016, 2024                                             | 4                                        |
| 25   | Écosse                             | -                        | -                  | - | 1 1992 | 1 1996                                                                          | 2 2020, 2024                                             | 4                                        |
| 27   | Islande                            | -                        | -                  | - | 1 2016 | -                                                                               | -                                                        | 1                                        |
| 28   | Autriche                           | -                        | -                  | - | - (+1) (1960)                                                                                                 | 3 2008, 2020, 2024                                                              | 1 2016                                                   | 4                                        |
| 29   | Slovaquie                          | -                        | -                  | - | - | 2 2016, 2024                                                                    | 1 2020                                                   | 3                                        |
| 30   | Slovénie                           | -                        | -                  | - | - | 2 2000, 2024                                                                    | -                                                        | 2                                        |
| 30   | Bulgarie                           | -                        | -                  | - | - (+1) (1964)                                                                                                 | 2 1996, 2004                                                                    | -                                                        | 2                                        |
| 32   | Géorgie                            | -                        | -                  | - | - | 1 2024                                                                          | -                                                        | 1                                        |
| 32   | Irlande du Nord                    | -                        | -                  | - | - | 1 2016                                                                          | -                                                        | 1                                        |
| 32   | Norvège                            | -                        | -                  | - | - | 1 2000                                                                          | -                                                        | 1                                        |
| 32   | Lettonie                           | -                        | -                  | - | - | 1 2004                                                                          | -                                                        | 1                                        |
| 36   | Albanie                            | -                        | -                  | - | - | -                                                                               | 2 2016, 2024                                             | 2                                        |
| 37   | Finlande                           | -                        | -                  | - | - | -                                                                               | 1 2020                                                   | 1                                        |
| 37   | Macédoine du Nord                  | -                        | -                  | - | - | -                                                                               | 1 2020                                                   | 1                                        |
| 37   | Serbie                             | -                        | -                  | - | - | -                                                                               | 1 2024                                                   | 1                                        |

(*) : Les quarts de finale de Championnat d'Europe (1960-1976) disputés hors phase finale en matchs aller-retour sont également comptabilisés dans ce tableau (édition mentionnée entre parenthèses). Le  Luxembourg, quart de finaliste en 1964 mais qui n'a jamais participé à une phase finale de l'Euro, n'apparait pas dans ce tableau.
En revanche, les huitièmes de finale hors tournoi (1960 et 1964) supprimés dès 1968 et remplacés par la phase préliminaire de groupes ne sont pas considérés dans ce classement. Outre le Luxembourg, l' Allemagne de l'Est est la seule équipe huitième de finaliste du Championnat d'Europe (en 1960 et en 1964) à n'avoir jamais pris part au tournoi final.

## Classement perpétuel du Championnat d'Europe des nations 1960-2024
|      |                      | Points (*) | Points (*) | Part. | Matchs | Matchs | Matchs | Matchs | Buts | Buts | Buts  | Niveau atteint dans le top 8 | Niveau atteint dans le top 8 | Niveau atteint dans le top 8 | Niveau atteint dans le top 8 |
| Rang | Équipe               | Total      | Pts/mat.   | Part. | J      | G      | N      | P      | p.   | c.   | diff. | Victoire                     | finale                       | 1/2 f.                       | 1/4 f.                       |
| ---- | -------------------- | ---------- | ---------- | ----- | ------ | ------ | ------ | ------ | ---- | ---- | ----- | ---------------------------- | ---------------------------- | ---------------------------- | ---------------------------- |
| 1    | Allemagne            | 74         | 1,28       | 14    | 58     | 30     | 14     | 14     | 89   | 59   | +30   | 3                            | 6                            | 9                            | 9 (+2)                       |
| 2    | Espagne              | 71         | 1,34       | 12    | 53     | 28     | 15     | 10     | 83   | 46   | +37   | 4                            | 5                            | 6                            | 9 (+4)                       |
| 3    | Italie               | 63         | 1,29       | 11    | 49     | 22     | 19     | 8      | 55   | 36   | +19   | 2                            | 4                            | 6                            | 8 (+2)                       |
| 4    | France               | 61         | 1,24       | 11    | 49     | 23     | 15     | 11     | 73   | 53   | +20   | 2                            | 3                            | 6                            | 8 (+3)                       |
| 5    | Pays-Bas             | 55         | 1,22       | 11    | 45     | 23     | 9      | 12     | 75   | 48   | +27   | 1                            | 1                            | 6                            | 8 (+1)                       |
| 6    | Portugal             | 54         | 1,23       | 9     | 44     | 21     | 12     | 11     | 61   | 41   | +20   | 1                            | 2                            | 5                            | 8 (+1)                       |
| 7    | Angleterre           | 52         | 1,16       | 11    | 45     | 18     | 16     | 11     | 59   | 43   | +16   |                              | 2                            | 4                            | 8 (+2)                       |
| 8    | Tchéquie             | 29         | 0,82       | 8     | 32     | 12     | 5      | 15     | 39   | 42   | -3    |                              | 1                            | 2                            | 4                            |
| 9    | Danemark             | 29         | 0,78       | 10    | 37     | 10     | 9      | 18     | 44   | 54   | -10   | 1                            | 1                            | 4                            | 5 (+1)                       |
| 10   | Belgique             | 27         | 1,04       | 7     | 26     | 12     | 3      | 11     | 33   | 30   | +3    |                              | 1                            | 2                            | 4 (+2)                       |
| 11   | Croatie              | 26         | 1,04       | 7     | 25     | 9      | 8      | 1      | 33   | 34   | - 1   |                              |                              |                              | 2                            |
| 12   | Suède                | 21         | 0,88       | 7     | 24     | 7      | 7      | 10     | 30   | 28   | +2    |                              |                              | 1                            | 2 (+1)                       |
| 13   | Suisse               | 21         | 0,91       | 6     | 23     | 5      | 11     | 7      | 24   | 28   | -4    |                              |                              |                              | 2                            |
| 14   | Union soviétique     | 18         | 1,13       | 6     | 16     | 7      | 4      | 5      | 18   | 16   | +1    | 1                            | 4                            | 5                            | 2 (+5)                       |
| 15   | Turquie              | 16         | 0,7        | 6     | 23     | 7      | 2      | 16     | 22   | 38   | -16   |                              |                              | 1                            | 3                            |
| 16   | Russie               | 15         | 0,75       | 6     | 20     | 6      | 3      | 11     | 22   | 36   | -14   |                              |                              | 1                            | 1                            |
| 17   | Grèce                | 13         | 0,81       | 4     | 16     | 5      | 3      | 8      | 14   | 20   | -6    | 1                            | 1                            | 1                            | 3                            |
| 18   | Pologne              | 12         | 0,71       | 5     | 17     | 2      | 8      | 7      | 14   | 21   | -7    |                              |                              |                              | 1                            |
| 19   | Pays de Galles       | 11         | 1,10       | 2     | 10     | 5      | 1      | 4      | 13   | 12   | +1    |                              |                              | 1                            | 1 (+1)                       |
| 20   | Autriche             | 10         | 0,71       | 4     | 14     | 4      | 2      | 8      | 14   | 18   | -4    |                              |                              |                              | (+1)                         |
| 21   | Hongrie              | 10         | 0,71       | 5     | 14     | 3      | 4      | 7      | 16   | 25   | -9    |                              |                              | 2                            | 1 (+3)                       |
| 22   | Roumanie             | 10         | 0,5        | 6     | 20     | 2      | 6      | 12     | 14   | 27   | -13   |                              |                              |                              | 2 (+2)                       |
| 23   | Tchécoslovaquie      | 9          | 1,13       | 3     | 8      | 3      | 3      | 2      | 12   | 10   | +2    | 1                            | 1                            | 3                            | 1 (+2)                       |
| 24   | Ukraine              | 9          | 0,64       | 4     | 14     | 4      | 1      | 9      | 10   | 23   | -13   |                              |                              |                              | 1                            |
| 25   | Slovaquie            | 8          | 0,73       | 3     | 11     | 3      | 2      | 6      | 9    | 18   | -9    |                              |                              |                              |                              |
| 26   | Yougoslavie          | 8          | 0,57       | 5     | 14     | 3      | 2      | 9      | 22   | 39   | -17   |                              | 2                            | 3                            | 2 (+4)                       |
| 27   | Écosse               | 7          | 0,58       | 4     | 12     | 2      | 3      | 7      | 7    | 17   | -10   |                              |                              |                              | 1                            |
| 28   | Islande              | 6          | 1,20       | 1     | 5      | 2      | 2      | 1      | 8    | 9    | -1    |                              |                              |                              | 1                            |
| 29   | Slovénie             | 6          | 0,86       | 2     | 7      | 0      | 6      | 1      | 6    | 7    | -1    |                              |                              |                              |                              |
| 30   | République d'Irlande | 6          | 0,60       | 3     | 10     | 2      | 2      | 6      | 6    | 17   | -11   |                              |                              |                              | (+1)                         |
| 31   | Norvège              | 3          | 1,00       | 1     | 3      | 1      | 1      | 1      | 1    | 1    | 0     |                              |                              |                              |                              |
| 32   | Géorgie              | 3          | 0,75       | 1     | 4      | 1      | 1      | 2      | 5    | 8    | -3    |                              |                              |                              |                              |
| 33   | Albanie              | 3          | 0,5        | 2     | 6      | 1      | 1      | 4      | 4    | 8    | -4    |                              |                              |                              |                              |
| 34   | Bulgarie             | 3          | 0,50       | 2     | 6      | 1      | 1      | 4      | 4    | 13   | -9    |                              |                              |                              | (+1)                         |
| 35   | Irlande du Nord      | 2          | 0,50       | 1     | 4      | 1      | 0      | 3      | 2    | 3    | -1    |                              |                              |                              |                              |
| 36   | Serbie               | 2          | 0,67       | 1     | 3      | 0      | 2      | 1      | 1    | 2    | -1    |                              |                              |                              |                              |
| 37   | Finlande             | 2          | 0,67       | 1     | 3      | 1      | 0      | 2      | 1    | 3    | -2    |                              |                              |                              |                              |
| 38   | Lettonie             | 1          | 0,33       | 1     | 3      | 0      | 1      | 2      | 1    | 5    | -4    |                              |                              |                              |                              |
| 39   | Macédoine du Nord    | 0          | 0          | 1     | 3      | 0      | 0      | 3      | 2    | 8    | -6    |                              |                              |                              |                              |

(*) Victoire = 2 points, nul = 1 point (y compris pour les matchs conclus par une séance de tirs au but), défaite = 0 point